# Eddy Saller
Eddy Saller (* 12. Februar 1930 in München; † 15. Mai 2003 in Wien; eigentlich Eduard Saller) war ein österreichischer Filmregisseur und Drehbuchautor. 

## Leben
Eddy Saller studierte Germanistik und Theaterwissenschaft. Danach arbeitete er als Kameraassistent und Regieassistent für Franz Antel, Hans Deppe und Wolfgang Liebeneiner. Zu seinen Arbeitgebern in Deutschland zählten die DEFA und die Bavaria Film. Ab den 1950er Jahren drehte Saller zahlreiche Industrie-, Dokumentar- und Kulturfilme, darunter Kinowerbefilme und Unterrichtsfilme für das österreichische Unterrichtsministerium. 
Mit Geißel des Fleisches (1965) und Schamlos (1968) schuf Eddy Saller als Regisseur und Drehbuchautor zwei Exploitationfilme, die von der zeitgenössischen Kritik verrissen und in den 1990er Jahren als Ausnahmeerscheinungen des österreichischen Nachkriegskinos wiederentdeckt wurden. Von 1994 bis 1997 war Saller als Theaterregisseur bei den Karl-May-Festspielen in Winzendorf tätig. Sein Grab befindet sich auf dem Wiener Zentralfriedhof.

## Filmografie
- 1965: Geißel des Fleisches
- 1968: Schamlos
- 1972: Liebe durch die Autotür
- 1978: Geile Nichten
- 1979: Monique, mein heißer Schoß